# Saatlı
Saatlı est l'une des 78 subdivisions de l'Azerbaïdjan. Sa capitale se nomme Saatlı.

## Géographie
La région est située dans les basses terres et 28 mètres plus bas que le niveau de la mer. Saatli est principalement une région agricole. La plantation de coton, l'agriculture et la production de légumes sont les principales cultures de la région.

### Démographie
Le raion de Saatli couvre une superficie de 1 180,4 kilomètres carrés, avec une population de 87 031 habitants, soit une densité de population de 73 hab./km2,.

### Climat
La région connaît un été sec avec un climat semi-aride et sec. La température moyenne est de 1,4 °C en janvier et de 26,2 °C en été. Les précipitations annuelles sont de 300 mm.

## Histoire
L'ethnonologie de «Saatli» a été établie dans la province appelée Tchoukhoursadd sur la rive de la rivière Araxe à la fin du XIVe siècle. Historiquement, Saatli s'est installé dans le cours inférieur de la rivière Arpatchay. À partir de 1430, Saatli a commencé à se réinstaller dans les zones voisines. Une partie d'entre eux était installée dans la région de Gazakh. Cependant, certains d'entre eux sont venus au Karabagh entre 1795 et 1798. Le nom de la tribu provient de personnes vivant à TchoukhourSadd ou, il s'agit d'un nom ethnique de la tribu Saatli qui est historiquement établie à Agridag. Le quartier abrite également une importante minorité turque meskhète.
Plusieurs découvertes relatives aux anciens communes de Saatli ont été fondées. Les monuments archéologiques ainsi que les matériaux de poterie des II-III millénaires av. J.C. ont été excavés dans les villages d'Azadkand, Fetelikand, Djafarkand, Varkhankand et Alisoltanli.
La région de Saatli a été formée pendant la période de guerre 1941-1945. Au cours de cette année, 1 600 personnes ont été envoyées sur le front. 533 personnes sont mortes en guerre. En 1949, une partie des Azerbaïdjanais expulsés des résidents arméniens de la RSS de la région de Djalilabad en 1953, les Turcs Meskhètes d’Asie centrale en 1958-59 et 1989  et une partie des personnes qui sont devenues des réfugiés à la suite de la politique d'occupation de l'Arménie en 1988-1989 ont été installées dans la région de Saatli.

## Économie
L'activité prédominante est l'agriculture. Ils produisent des céréales, du coton et des fruits subtropicaux, leurs exploitations d'élevage se distinguent également.
Comme d'autres régions de l'Azerbaïdjan,  la région a commencé à faire revivre et à prospérer son état socio-économique et culturel-politique dans tous les domaines à partir de 1970.

## Industrie
Saatli comptait onze centres médicaux dans les villages, dix neuf bâtiments scolaires, un hôpital central pour 390 personnes, un centre culturel de 450 places, une école de musique, un jardin d'enfants pour 450 enfants, deux bâtiments de cinq étages, les raffineries et de production de lait, des usines de fabrication de pain ainsi que d'autres établissements industriels, de transport et de services ont été créés dans la région au cours des années 1970-1980.

## Galerie

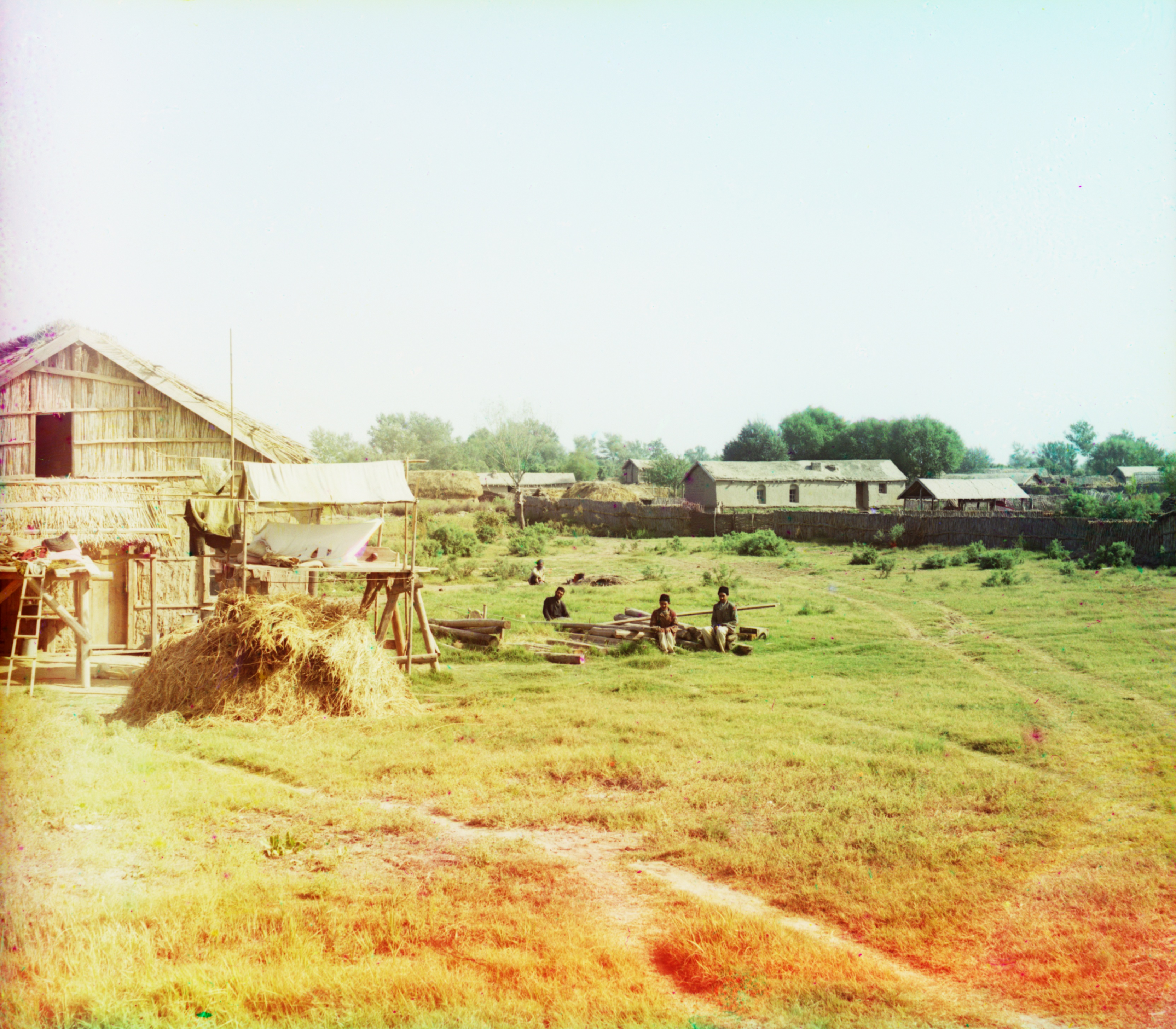
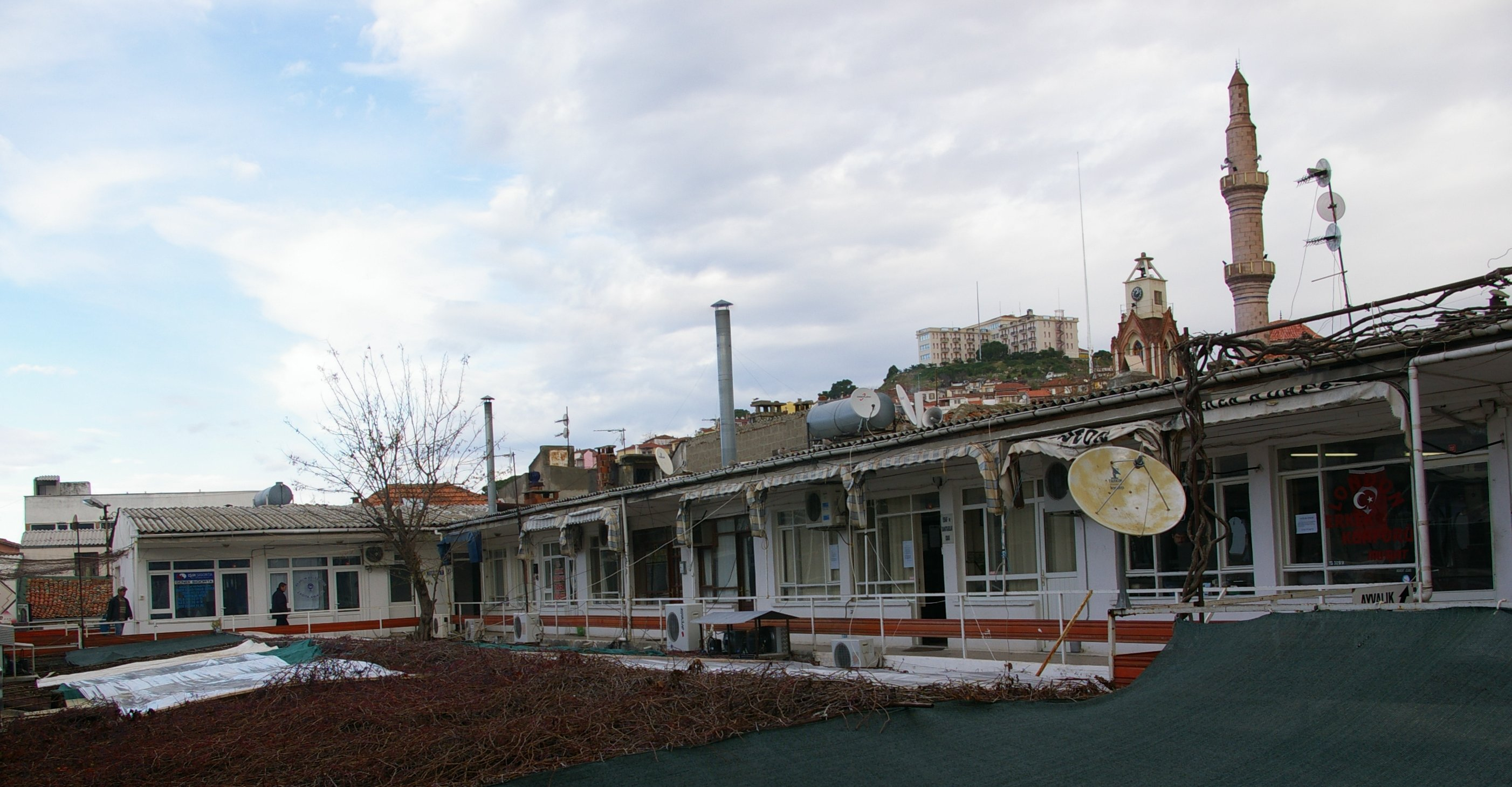

## Personnes célèbres
- Sakit Yagoubov
- Firoudin Samandarov
- Ali Djahanguirov
- Yadoulla Hassanli
- Agavali Ibrahimov
- Karim Gassimov
- Rahim Azizov
- Alisafa Samadov
- Nariman Djavadov
- Chohrat Badalov